# Olechowiec
Olechowiec (Olchowiec, Potok Olchowiecki) – potok, prawy dopływ Trzebośnicy o długości 6,47 km i powierzchni zlewni 11,54 km².
Potok płynie w województwie podkarpackim. Jego źródła znajdują się w Kątach Rakszawskich, skąd płynie w przybliżeniu południkowo na północ i na pograniczu Trzebosi (przysiółek Budy) i Wólki Sokołowskiej wpada do Trzebośnicy. W systemie zarządzania wodami jest uznawany za część jednolitej części wód powierzchniowych PLRW200017227449 (Trzebośnica do Krzywego).